# 托馬斯·格羅加德
托馬斯·格羅加德（挪威語：Thomas Grøgaard；1994年2月8日—）是一位挪威足球運動員。在場上的位置是後衛。他現在效力於挪威足球超級聯賽球隊奧特足球俱樂部。他也代表挪威國家足球隊參賽。